# 네거티브 광고
네거티브 광고(Negative Marketing)는 금기시되는 소재를 활용하거나 사물의 부정적인 측면을 사용하는 광고이다. 부정광고, 네거티브 어필이라고도 한다.
부정해서 강한 긍정을 나타내는 방식으로 터부시되는 소재의 활용이나 부정적인 이미지를 사용해 광고의 효과를 낸다. 하지만 너무 강한 표현이거나, 사람들에게 지나치게 부정적인 반응을 일으킬 수 있는 내용이면 역효과를 불러와 부정적인 브랜드 이미지가 형성 될 수 있다. 때문에 매우 신중하게 해야하는데 네거티브 광고를 하고자 하는 기업이나 회사에서는 법적인 부분이나 소비자들의 반응을 충분히 고려하고 준비해서 내보내야 한다.
네거티브 광고의 사례로는 가격이 비싼 제품의 경우, 비싸니 사지말라라는 식의 홍보를 통해 그 제품을 사면 하이클래스가 되는 듯한 기분을 느끼게 해주는 효과를 내어 매출이 급증한 사례가 있었다.
홍보효과 뿐만 아니라 정치적으로 많이 사용되고 있는데, 유권자들이 부정적인 면이 강한 후보를 먼저 제외시키기 때문에 효과적이다. 미국의 대선에 많이 사용되어 이슈가 되었다. 최근에는 우리나라에서도 한나라당 경선때 '네거티브 선거전'이라고 하여 상대방의 약점이나 비리를 폭로하여 지지율을 떨어뜨리자는 전략으로 사용되었는데, 잘못쓰이면 정치공작으로 사용될 수 있어 신중히 사용해야 한다.